# Aitor Buñuel
Aitor Buñuel Redrado, né le 10 février 1998 à Tafalla en Espagne, est un footballeur espagnol évoluant au poste d'arrière droit au CD Tenerife.